# بوجينكان
البوجينكان (باليابانية: 武神館) هو مؤسسة فنون قتالية دولية تقع باليابان، ويقودها الآن ماساكي هاتسومي. يتضمن النظام القتالي الذي تعلمه هذه المنظمة تسع مدارس منفصلة (باليابانية: 流) (ryū) يشار إليها إجمالًا باسم بوجينكان بودو تايجوتسو.
إن البوجينكان يهتم أكثر بالنينجتسو، ومع ذلك فإن هاتسومي يستخدم المصطلح بودو (باليابانية: 武道) ويعني الطريقة القتالية؛ لاعتقاده بأن المدارس انحدرت من مدارس ساموراي تاريخية كانت تدرس تكتيكات الساموراي القتالية ومدارس نينجتسو كانت تدرس تكتيكات النينجا.

## التدريب
تجمع منظمة البوجينكان تعليم مدارس الفنون القتالية التي تعلمها هاتسومي من تاكاماتسو توشيتسوغو تحت اسم «بوجينكان بودو تايجتسو»، وهذه المدارس هي:
- توغاكوري-ريو نينبو تايجتسو Togakure-ryū Ninpō Taijutsu (باليابانية: 戸隠流忍法体術)
- غيوكوشين-ريو ريو نينبو Gyokushin-ryū Ryū Ninpō (باليابانية: 玉心流忍法)
- كوموغاكوري ريو نينبو Kumogakure Ryū Ninpō (باليابانية: 雲隠流忍法)
- كوتو ريو كوبّو جوتسو Koto Ryū Koppō jutsu (باليابانية: 虎倒流骨法術)
- غيوكّو ريو كوشّي جوتسو Gyokko-ryū Kosshi jutsu (باليابانية: 玉虎流骨指術)
- كوكي شيندن هابّو بيكنجوتسو Kuki Shinden Happō Bikenjutsu (باليابانية: 九鬼神伝流八法秘剣術)
- شيندن فودو ريو داكينتاي جوتسو Shinden Fudo Ryū Dakentai jutsu (باليابانية: 神伝不動流打拳体術)
- تاكاغي يوشين ريو جوتاي جوتسو Takagi Yoshin Ryū Jūtai jutsu (باليابانية: 高木揚心流柔体術)
- غيكان ريو كوبو جوتسو Gikan Ryū Koppō jutsu (باليابانية: 義鑑流骨法術)

وقرب يوم ميلاد هاتسومي الثامن والثمانين في الثاني عشر من ديسمبر عام 2019 أعلن هاتسومي عن الوريث لأغلب هذه المدارس:
| المدرسة          | الوريث           |
| ---------------- | ---------------- |
| توغاكوري-ريو     | تسوتسوي تاكومي   |
| غيوكوشين-ريو     | كان جونتشي       |
| كوموغاكوري-ريو   | فوروتا كوجي      |
| كوتو-ريو         | نوغوتشي يوكيو    |
| غيو ّكو-ريو       | إيشيزوكا تيتسوجي |
| كوكي شين-ريو     | إيواتا يوشيو     |
| شيندن فودو ريو   | ناغاتو توشيرو    |
| تاكاغي يوشين-ريو | ساكاساي نوريو    |
| غيكان-ريو        | ساكاساي نوريو    |

إن تدريب البوجينكان لا يتضمن الاشتراك في مسابقات أو منافسات؛ لأن تدريب المدرسة يهدف إلى تطوير قدرة الشخص على حماية نفسه وغيره مستخدمًا تقنيات تركز على تعويق المهاجم (و/أو إبطال رغبته أو قدرته على الاستمرار) بأكفأ ما يمكن.
يقام التدريب بطريقة يكون فيها «مهاجمون» (توري tori) و «متلقون» (أوكيه uke) معروفون سابقًا، على غرار ما يتبع في تدريبات الجودو (غوكيو gokyo) أو الفنون القتالية اليابانية التقليدية. ومع ذلك، يختلف البوجينكان عن كثير من الفنون القتالية التقليدية بكون التدريب يمر بهذه المراحل:
- مجموعة محددة ً سابقا من الحركات (كاتا kata) والتكيف الجسدي.
- تغيرات على التدريبات الثابتة (هينكا henka)، استجابةً لتغيرات حركات المهاجم أو وضعه.
- التدريب الحر (راندوري randori) الذي يتكون غالبًا من تقنيات ارتجالية فيها يقوم المدافع بضرب أو محاصرة أو خنق أو إلقاء المهاجم بسلوك مُسَيطَر آمن.
- تدريب أكثر تقدمًا يتضمن التحكم بعقل المهاجم باستخدام تقنيات متنوعة.

ويتم التدريب بسلوك يضمن أقل خطر للإصابة الدائمة.
إن البوجينكان لا يتبع أي قوانين رسمية أو مجموعة قوانين للحد من الأنشطة أو التقنيات المستخدمة في التدريب. إن المدخل المستخدم في البوجينكان يتضمن الإخضاع نتيجة الألم وتوظيف التقنيات محتملة الضرر للنجاة من مواقف خطرة بدلًا من التركيز على الفوز في مسابقة أو مبارزة متكافئة. ونتيجةً لذلك فإن أغلب الاستجابات الأساسية لمتدرب بوجينكان قد تكون غير مناسبة في أغلب المسابقات. يلاحظ أيضًا أن تدريب البوجينكان لا يتضمن اختبار التقنيات (الإحكامات، الرميات، الخنقات، الضربات إلخ) ضد خصم كامل المقاومة، على عكس الفنون القتالية التنافسية. وكون هذه هي الحال، فالبوجينكان بوصفه وسيلة دفاع عن النفس مبدأ نظري بالكامل ولكنه مبني بوضوح على قرون من التجارب في أرض المعركة ونجاة الأشخاص والتقنيات ضد اختبار الحرب.يركز البوجينكان كثيرًا على القتال الجسدي والمهارات الجسدية (باليابانية: 体術) (taijutsu) تماما كالمهارات الأخرى في (النينجتسو) (تكتيكات النينبو واستراتيجياته) وأيضًا «هابّو بيكين جوتسو happo biken jutsu» (الأسلحة الحديثة والتقليدية المتنوعة) - وهذا هو فرع البوجينكان المسمى «كوكيشين ريو».

### القتال الجسدي
القتال الجسدي (باليابانية: 体術) (taijutsu) هو نظام البوجينكان الذي يهتم بالدفاع غير المسلح باستخدام الضربات والرميات والإمساكات والخنقات والسيطرة على المفاصل. ويتضمن مهارات مثل «كوبّو جوتسو koppo jutsu» (أي طريقة المهاجمة و/أو استخدام الجهاز الهيكلي) وأيضا «كوشي جوتسو koshi jutsu» (أي مهاجمة العضلات ونقاط ضعف الجسد) وأيضًا «جوتاي جوتسو jutai jutsu» أي «طريقة الجسم المرتخي» التي يتعلم بها تقنيات الرمي والإمساك والخنق وأيضًا «داكينتاي جوتسو dakentai jutsu» التي توضح الضربات والركلات والصَّدَّات.
إن المراحل الأولى من التدريب (كتقنيات القفز والهبوط والسقوط وتكييف الجسد) تكون أساس القتال الجسدي، وهي مطلوبة للتقدم إلى تقنيات أخرى كالقتال غير المسلح واستخدام المعدات والأسلحة. وفور تعلمها، يمكن أن تطبق تقنيات القتال الجسدي في أي موقف مسلح أو غير مسلح.

#### توري وأوكيه
يبدأ التدريب بشريكين يؤديان أنماطًا معدة سابقا (وازا waza أو كاتا kata) ثم أداء تنويعات غير محدودة من هذه الصور (هينكا henka). الترتيب الأساسي هو قيام منفذ التقنية (توري tori) بتنفيذ تقنية ضد الشخص المتلقي لها (أوكيه uke).

### أوكيمي والتوازن
يبحث القتال الجسدي في البوجينكان عن استخدام حركة الجسم وموضعه بدلًا من القوة لهزيمة الخصم. تتضمن كل التقنيات في قتال البوجينكان الجسدي الإخلال بتوازن الخصم مع حفاظ المهاجم على توازنه، ويحصل على هذا بنقل الخصم إلى أوضاع سفلية ثم إضعاف جسده من نقاط الضعف حيث تصعب على الخصم المقاومة. يهتم المهاجم باستمرار باستعادة توازنه وحماية نقاط ضعفه (كالجوانب المكشوفة) بينما يستخدم المدافع الموضع والتوقيت للإخلال بتوازن المهاجم وتعريضه للهجوم. في التدريب الأكثر تقدمًا، قد يستخدم المهاجم تقنيات عكسية (باليابانية: 返し技) (كايشي-وازا kaeshi-waza) لاستعادة التوازن وتعويق المدافع.
أوكيمي (باليابانية: 受身) (ukemi) تعبير يشير إلى كيفية تلقي تقنية، والتلقي الجيد يتضمن دحرجة أو سقطة لتفادي الألم أو الإصابة مثل خلع مفصل. ولذا فإن تعلم التدحرج والسقوط الفعال هو مفتاح التدريب الآمن في القتال الجسدي. قبل تلقي الكيو التاسع (الدرجة الصغرى)، على المتدرب توضيح قدرته على التدحرج السلس في العديد من الاتجاهات دون تعريض الرقبة للإصابة.

### التكييف الجسدي
جونان تايسو Junan taiso «جونان Junan أي مرن» هي طريقة للإطالة والتنفس في اليوغا يمكن لمتدرب البوجينكان تطويرها والحفاظ على حالة جسدية جيدة. ترتقي هذه التمرينات بالارتخاء والدورة الدموية وتناغم العضلات والمرونة، وهي جزء أساسي لكل حصص التدريب، وهي أيضًا نوع من التكييف والإعداد للجسم. تدور وتُطال كل المفاصل الكبرى في سلوك مناسب، مع ممارسة التنفس الصحي والتركيز.

## النينبو

### غيوكوشين-ريو نينبو
تدرس منظمة البوجينكان «غيوكوشين-ريو نينبو Gyokushin-ryū Ninpō». وطبقًا للبوجينكان، فإن مدرسة «غيوكوشين ريو» لديها تقنيات التضحية «سوتيمي وازا Sutemi waza» وتركز أكثر على الفن وتقنيات التجسس أكثر من القتال، وسلاحها الأبرز هو حبل الوهق (باليابانية: 投げ縄) (nagenawa).

### توغاكوري-ريو
طبقا لأعضاء البوجينكان، أول ما عرفت فروع النينجا الثمانية عشر (باليابانية: 忍者十八系) (Ninja Jūhakkei) في مخطوطات توغاكوري ريو (باليابانية: 戸隠流) أو «مدرسة الباب الخفي» التي أسسها في فترة أوهو (1161-1162) دايسكي نيشينا (توغاكوري) الذي تعلم نظرة حياتية وتقنيات (نينجتسو) من كاغاكوري دوشي. «توغاكوري ريو نينجتسو هيدنشو Togakure ryu Ninjutsu Hidensho» هي مخطوطة بحوزة هاتسومي يقال أنها توثق «توغاكوري-ريو»، وهي الأصل المزعوم لمهارات النينجتسو الثمانية عشر.
إن فروع النينجا الثمانية عشر كانت تدرس عادةً إلى جانب «بوغيه جوهابّان Bugei jūhappan» (باليابانية: 武芸十八般)(أي فنون قتال الساموراي الثمانية عشر). ومع أن بعض التقنيات كانت مستخدمة لدى النينجا والساموراي معًا بنفس الطريقة، إلا أن الأخرى كانت تستخدم استخدامًا مختلفًا لدى المجموعتين. والفروع الثمانية عشر هي:
1. سيشنتيكي كيويو Seishinteki kyōyō (تنقية الروح)
2. تايجتسو Taijutsu (القتال غير المسلح)
3. كينجتسو Kenjutsu (تقنيات السيف وتشمل توجتسو Tojutsu)
4. بوجتسو Bōjutsu (تقنيات العصا)
5. سوجتسو Sōjutsu (تقنيات الرمح)
6. ناغيناتاجوتسو Naginatajutsu (تقنيات سلاح ناغيناتا)
7. كوساريغاماجوتسو Kusarigamajutsu تقنيات سلاح منجل السلسلة كوساريغاما)
8. شوريكن جوتسو Shurikenjutsu (تقنيات الأسلحة القابلة للرمي)
9. كاياكوجوتسو Kayakujutsu (التقنيات النارية)
10. هينسوجوتسو Hensōjutsu (التنكر وانتحال الشخصية)
11. شينوبي-إيري Shinobi-iri (طرق التخفي والدخول)
12. باجوتسو Bajutsu (الفروسية)
13. سوي-رين Sui-ren (التدريب المائي)
14. بورياكو Bōryaku (التكتيك)
15. تشوهو Chōhō (التجسس)
16. إنتون جوتسو Intonjutsu (الهرب والتخفي)
17. تينمون Tenmon (علم الأرصاد الجوية)
18. تشي-مون Chi-mon (الجغرافيا)

اسم الفرع «تايجتسو taijutsu» (باليابانية: 体術) يعني حرفيًّا «المهارة الجسدية».
تاريخيًّا في اليابان، تستخدم الكلمة عادةً بالتبادل مع الجوجوتسو وغيره للإشارة إلى العديد من مهارات الإمساك، وتستخدم أيضًا في فن الأيكيدو لتمييز تقنيات القتال غير المسلح عن غيرها، كتقنيات القتال بالعصا. في النينجتسو، وخصوصًا منذ ظهور فئة أفلام النينجا، كان هذا المصطلح يستخدم لتجنب الإشارة الصريحة إلى تقنيات قتال «النينجا».

## الأزياء والرتب
تنقسم الأزياء والرتب طبقًا لمرحلتين أساسيتين: ما قبل نيل الحزام الأسود وبعد نيله، ولكل رتبة ما يناظرها من أزياء، وتفصيلها كما يأتي.

### المراحل

#### مرحلة كيو (درجات الحزام الأخضر)
إن لدى البوجينكان نظامًا من الدرجات "كيو kyū" (أي درجات) قبل مراحل الشودان (باليابانية: 初段)(تعني حرفيًّا درجة البداية). يبدأ المتدرب الجديد عند "موكيو mukyu" (أي بلا درجة) وهؤلاء المتدربون يرتدون أحزمة بيضاء، ويتقدم المتدرب من "كوكيو kukyu" (الدرجة التاسعة) وهي الدرجة الصغرى تنازليًّا إلى الدرجة الكبرى "إيكّيو ikkyu) (الدرجة الأولى) وهي الكبرى، وهؤلاء المتدربون يرتدون أحزمة خضراء للرجال أو حمراء للنساء، ويرتدي ذوو رتب الشودان وما فوقها أحزمة سوداء، وفي بعض القاعات يرتدي متدربو مرحلة الكيو -لا سيما في حصص الأطفال- أحزمة ملونة، وإن كان لون الحزام يتغير من مكان إلى آخر.
في اليابان كان معتادًا لمتدربي الكيو ارتداء أحزمة خضراء على زي أسود وللمتدربات ارتداء أحزمة حمراء على زي بنفسجي، لكن أُهمِلَت هذه العادة وصار الآن المتدربون الرجال والنساء يرتدون أحزمة خضراء على زي أسود، ويرتدون «تابي tabi» أحذية منقسمة الأصابع ذوات نعل لين للتدريبات الداخلية، وأحذية جيكا تابي للتدريبات الخارجية، وذلك في أغلب الصالات.

#### مرحلة دان (درجات الحزام الأسود)
عدد هذه المراحل في البوجينكان خمس عشرة مرحلة، وإن كانت عشر مراحل معرفة رسميًّا (لأن الدان العاشر لديه خمس مراحل فرعية فيه). وباستثناء الدان الخامس، لا توجد معايير ثابتة لنيل كل درجة. لكل صالة مدخلها الخاض بناءً على البيئة الثقافية وتفضيل المدرب.
إن دراسة «تين شي جين رياكو نو ماكي tenchijin ryaku no maki» (أي مخطوطات السماء والأرض والإنسان) تضمن التقدم من الكيو التاسع إلى درجة الشودان (الدان الأول) وتشمل كل التقنيات الأساسية المطلوبة للدراسة المتقدمة لاحقًا. يُتوقع من المتدرب حتى الدان الرابع التركيز على تطوير شخصيات قوية وتحسين أدائه، وعند الدان الخامس يتغير تركيز التدريب ليصير أكثر مسؤولية والاستجابة الطبيعية في المواقف الصعبة والمتقلبة.
لنيل الدان الخامس (غودان godan) يخضع متدرب الدان الرابع إلى ما يسمى «ساكّي sakki» أو اختبار (للدان الخامس) لدى السوكي "sōke" للتحقق من قدرته على استشعار وجود الخطر وتجنبه، وتعد هذه مهارة أساسية للنجاة. بعد اجتياز هذا الاختبار، يعد المتدرب بكونه تحت حماية ما يسمى «بوجين bujin» أو (الأرواح المرشدة) ويحق له نيل رخصة تدريب (شيدوشي مينكيو shidōshi menkyo) وبنيلها يحق له افتتاح صالة البوجينكان الخاصة به وترقية المتدربين حتى الدان الرابع. ويمكن لمتدرب بين الدان الأول والرابع أن يصير مدربًا مساعدًا (شيدوشي-هو shidōshi-ho) إن كان يعمل تحت إشراف مدرب «شيدوشي shidōshi»، ويطلق عادةً على صاحب الدان العاشر فأعلى «شيهان shihan».

### عرض المراحل
يعرض مستوى المتدرب بلون شعار الفن (شعار البوجينكان) المدعو «وابّين wappen» (باليابانية: ワッペン) الذي يحوي رمزي كانجي: «بو bu» (باليابانية: 武) و «جين jin» (باليابانية: 神). هناك أربعة أنواع من الشعارات تحدد طبقًا للدرجات (من الكيو التاسع إلى الأول، من الدان الأول إلى الرابع، من الدان الخامس إلى التاسع، من الدان العاشر إلى الخامس عشر)، وأحيانًا تضاف إليها نجوم فضية أو ذهبية أو بيضاء اللون حتى أربع نجوم (باليابانية: 星) (هوشي hoshi) فوق الشعار أو حوله، لتمثل الرتب الفردية.
إلى جانب نظام كيو/دان المذكور آنفًا، هناك قليل من المتدربين نالوا ما يسمى «مينكيو كايدن menkyo kaiden» (أي رخصة الانتقال الكامل) في مدارس محددة، وهي تشير إلى كون الممارس المتقدم قد تعلم كل ما يلزم تعلمه حول مدرسة بعينها. وإن كانت درجات دان/كيو تعلن عادةً، فإن من نالوا «مينكيو كايدن» نادرًا ما يكشفون عن حالتهم، وأحيانًا يرفضون الكشف عن درجة الدان الحقيقية الخاصة بهم للآخرين.